# Гроссман, Василий Семёнович
Васи́лий Семёнович Гро́ссман (настоящее имя — Ио́сиф Соломо́нович Гро́ссман; 29 ноября (12 декабря) 1905, Бердичев — 14 сентября 1964, Москва) — русский советский писатель и журналист, военный корреспондент, подполковник интендантской службы.
Главная книга писателя — роман «Жизнь и судьба» — был конфискован в 1961 году КГБ, чудом сохранён, тайно вывезен на микрофильме и впервые опубликован только в 1980 году в Швейцарии, в Лозанне (под редакцией Шимона Маркиша и Ефима Эткинда).

## Биография

### Молодость и начало карьеры писателя
Иосиф Соломонович Гроссман родился в 1905 году в Бердичеве (ныне Житомирская область Украины) в образованной еврейской семье. Его отец — Соломон Иосифович (Семён Осипович) Гроссман (1873—1956), уроженец Вилково (принадлежавшего до 1878 года Румынии, затем в Измаильском уезде Бессарабской губернии), инженер и химик по специальности — был выпускником Бернского университета (1901) и сыном килийского купца второй гильдии, занимавшегося на юге Бессарабии хлеботорговлей. В 1902 году Соломон Гроссман вступил в Бунд и РСДРП, а после её раскола в следующем году и до 1906 года был меньшевиком; до выхода на пенсию и переезда в Москву работал инженером в Донецком угольном бассейне и других шахтах страны. Мать — Екатерина Савельевна Гроссман (урождённая Малка Зайвелевна Витис; 1872—1941), также из состоятельного семейства, перебравшегося из Немирова Подольской губернии в Кишинёв, когда она была ребёнком; получила образование во Франции и преподавала в Бердичеве французский язык.
Родители Василия Гроссмана оформили брак в 1900 году в Турине, но развелись, когда он был ребёнком, и он воспитывался матерью. Ещё в детстве уменьшительная форма его имени Йося превратилась в Вася и стала впоследствии его литературным псевдонимом. После развода Екатерина Савельевна с сыном жила в семье своей сестры Анны и её мужа — доктора Давида Михайловича Шеренциса (1862—1938) в Бердичеве.
Когда Иосифу было 6 лет (февраль 1912 года), он вместе с матерью поехал в Швейцарию, где с марта 1912 года учился в начальной школе на улице Roseraie в Женеве. В октябре 1913 года они перебрались в Лозанну, а в мае 1914 года возвратились в Киев, где жил его отец. В том же году он поступил в приготовительный класс Киевского реального училища 1-го общества преподавателей, где учился до 1919 года. В годы Гражданской войны уехал с матерью в Бердичев, где вновь поселился в доме доктора Д. М. Шеренциса (мать писателя жила в этом доме вплоть до начала Великой Отечественной войны), учился и работал пильщиком дров.
В 1921 году Гроссман окончил школу и до 1923 года жил с отцом и учился на подготовительном курсе Киевского высшего института народного образования, затем перевёлся на химическое отделение физико-математического факультета 1-го Московского государственного университета, которое окончил в 1929 году. В январе 1928 года он женился на Анне Петровне Мацук, но некоторое время супруги жили раздельно (он — в Москве, жена — в Киеве). Три года работал инженером-химиком в Макеевском научно-исследовательском институте по безопасности горных работ и заведовал химической (газово-аналитической) лабораторией на угольной шахте «Смолянка-11» в Донбассе, затем старшим научным сотрудником химической лаборатории в Донецком областном институте патологии и гигиены труда и ассистентом кафедры общей химии в Сталинском медицинском институте. В 1933 году переехал с женой в Москву, где поселился в семье старшей сестры матери Елизаветы Савельевны Алмаз и стал работать старшим химиком, а затем заведующим лабораторией и помощником главного инженера на карандашной фабрике имени Сакко и Ванцетти.
Литературной деятельностью Василий Гроссман занялся в конце 1920-х годов и уже в 1928 году отослал один из своих первых рассказов для публикации в «Правде». В это же время он сделал выбор между научной работой и литературой — в пользу последней (подробно свой выбор он обосновывал в письмах этого периода к отцу). В 1929 году в журнале «Огонёк» публикует очерк «Бердичев не в шутку, а всерьёз». В апреле 1934 года в «Литературной газете» был опубликован рассказ о Гражданской войне «В городе Бердичеве», ставший дебютной художественной публикацией писателя. В том же году при поддержке Максима Горького опубликовал в газете «Литературный Донбасс» повесть из жизни шахтёров Донбасса «Глюкауф». Успех этих произведений укрепил Гроссмана в желании стать профессиональным писателем. В 1935, 1936 и 1937 годах издавались сборники его рассказов, в 1937—1940 годах — две части эпической трилогии «Степан Кольчугин» о революционном движении от 1905 года до Первой мировой войны.
В 1933 году была выслана из Москвы, а в 1936 году повторно арестована по обвинению в троцкизме и осуждена на три года ИТЛ его двоюродная сестра, сотрудница Профинтерна Надежда Моисеевна Алмаз (1897—?), дружба с которой оказала на него большое влияние после переезда в Москву. Гроссман оказывал ей материальную поддержку всё время её пребывания в ссылке. В 1933 году он расстался с первой женой и в октябре 1935 года поселился с Ольгой Михайловной Губер (женой его близкого друга, писателя Бориса Губера) в Серебряном переулке у её сестры Евгении Михайловны, пока в 1937 году супруги не получили две комнаты в коммунальной квартире в Брюсовом переулке (их брак был оформлен в 1936 году).
После ареста Бориса Губера в 1937 году, Ольга Губер, несмотря на второй брак, была арестована как член семьи изменника Родины. Тогда Гроссман оформил опекунство над её двумя сыновьями и направил письма М. И. Калинину и в НКВД с просьбой освободить Ольгу Губер на том основании, что она уже несколько лет фактически была женой не Бориса Губера, а Гроссмана. Ольга Губер была освобождена.

### Военный корреспондент
Летом 1941 года Василий Гроссман был мобилизован в армию, ему было присвоено звание интенданта 2-го ранга. С августа 1941-го по август 1945 года служил специальным военным корреспондентом газеты «Красная звезда» на Центральном, Брянском, Юго-Западном, Сталинградском, Воронежском, 1-м Белорусском и 1-м Украинском фронтах. В 1942 году написал повесть «Народ бессмертен», ставшую его первым крупным произведением о Великой Отечественной войне.
Во время немецкой оккупации города Бердичева мать писателя Екатерина Савельевна была переселена в гетто и 15 сентября 1941 года расстреляна в ходе одной из акций уничтожения еврейского населения в Романовке. До конца жизни писатель писал письма своей погибшей матери. Её история будет отражена в посвящённом ей романе «Жизнь и судьба»: мать Виктора Штрума тоже будет убита нацистами при уничтожении еврейского гетто. Жившая на протяжении 1930-х годов с Екатериной Савельевной в Бердичеве единственная дочь писателя Екатерина в начале июня 1941 года была отправлена в пионерский лагерь и с началом боевых действий вместе с матерью, сёстрами и отчимом эвакуирована в Ташкент.
Во время битвы за Сталинград В. С. Гроссман находился в городе с первого до последнего дня уличных боёв. За участие в Сталинградской битве, в том числе в боях на передовой линии обороны, награждён орденом Красной Звезды. В 1943 году ему было присвоено звание подполковника. На мемориале Мамаева кургана выбиты слова из его очерка «Направление главного удара»: «Железный ветер бил им в лицо, а они всё шли вперёд, и снова чувство суеверного страха охватывало противника: люди ли шли в атаку, смертны ли они?». Повести «Народ бессмертен», «Сталинградские очерки», другие военные очерки сложились в книгу 1945 года «Годы войны».
В. С. Гроссман был в числе корреспондентов, первыми ступивших в освобождённые советскими войсками концлагеря Майданек и Треблинка. Описание увиденного в Майданеке было поручено Константину Симонову, а о Треблинке в конце 1944 года Гроссман опубликовал статью «Треблинский ад», открывшую тему Холокоста в СССР. После войны Гроссман и Илья Эренбург составили «Чёрную книгу» — сборник свидетельств и документов о Холокосте. «Чёрная книга» была издана на английском языке в 1947 году в Нью-Йорке, но русское её издание тогда так и не появилось; набор был рассыпан в 1948 году; идеологическая установка требовала не выделять ни одну национальность в рамках всего пострадавшего в ходе войны населения СССР. Первое издание на русском вышло лишь в 1980 году с купюрами в Израиле.
Пьеса «Если верить пифагорейцам», написанная перед Великой Отечественной войной и опубликованная в 1946 году в журнале «Знамя», была негативно оценена критикой за якобы неверное понимание исторического процесса.

### После войны. «Жизнь и судьба»
С 1946 по 1959 год работал над дилогией «За правое дело» и «Жизнь и судьба». Эпический роман «За правое дело» (1952), написанный в традициях Л. Н. Толстого и повествующий о Сталинградской битве, Гроссман вынужден был переработать после разгромной критики в партийной печати. На Втором съезде Союза писателей СССР в 1954 году А. А. Фадеев признал, что его критика романа как «идеологически вредного» была несправедливой.
Рукопись продолжения опубликованного в «Новом мире» романа «За правое дело» — романа «Жизнь и судьба», носящего резко антисталинский характер, над которым писатель работал с 1950 года, была отдана автором для публикации в редакцию журнала «Знамя». В феврале 1961 года были конфискованы копии рукописи и черновики при обыске КГБ дома Гроссмана. Была изъята и копия романа, находившаяся для перепечатки в редакции журнала «Новый мир». Главный редактор журнала «Знамя» В. М. Кожевников сам отдал свой экземпляр в КГБ. Пытаясь спасти свою книгу, В. С. Гроссман писал Н. С. Хрущёву:

Я прошу Вас вернуть свободу моей книге, я прошу, чтобы о моей рукописи говорили и спорили со мной редакторы, а не сотрудники Комитета Государственной Безопасности. … Нет правды, нет смысла в нынешнем положении, в моей физической свободе, когда книга, которой я отдал свою жизнь, находится в тюрьме, ведь я её написал, ведь я не отрекался и не отрекаюсь от неё. … Я по-прежнему считаю, что написал правду, что писал её, любя и жалея людей, веря в людей. Я прошу свободы моей книге.
В конечном счёте, Гроссмана принял член Политбюро М. А. Суслов, огласивший подготовленное референтами (сам он роман не прочёл) решение о том, что о возврате рукописи «не может быть и речи» и что роман может быть напечатан в СССР не раньше чем через 200—300 лет.
Другая копия романа, сохранённая другом Гроссмана поэтом С. И. Липкиным, в середине 1970-х годов, уже после смерти писателя, с помощью А. Д. Сахарова и В. Н. Войновича была вывезена на Запад. Роман был опубликован в Швейцарии в 1980 году, его расшифровали с микрофильма профессора-эмигранты Ефим Эткинд из Парижа и Шимон Маркиш из Женевы, последний способствовал изданию в Лозанне. В СССР роман вышел с купюрами во время перестройки, в 1988 году.
Вместе с «Жизнью и судьбой» была конфискована рукопись повести «Всё течёт», затрагивавшей тему возвращения человека из сталинских лагерей, над которой Гроссман работал с 1955 года. Писатель создал новый вариант повести, который завершил в 1963 году (публикация за рубежом — 1970, в СССР — 1989).
После ареста «антисоветских» рукописей Гроссман почти потерял возможность публиковаться. Потрясение подточило здоровье писателя и, по мнению ряда биографов, ускорило его смерть. Василий Гроссман умер от рака почки после неудачной операции 14 сентября 1964 года. Похоронен в Москве на Троекуровском кладбище.
Посмертно издан сборник рассказов и очерков «Добро вам!» (1967, с купюрами), написанный после двухмесячной поездки в Армению уже после изъятия его последнего романа. Очерки и записные книжки военных лет вошли в сборник «Годы войны» (М.: Правда, (Библиотека журнала «Знамя», 1989). В 1990 году под одним переплётом вышли две книги воспоминаний о Гроссмане: «Жизнь и судьба Василия Гроссмана» Семёна Липкина и «Прощание» Анны Берзер.
25 июля 2013 представители ФСБ передали Министерству культуры рукописи романа «Жизнь и судьба».

## Награды
- Орден Красного Знамени[31][32]
- Орден Трудового Красного Знамени (18.01.1956)[33]
- Орден Красной Звезды (08.02.1943)[31]
- Медаль «За оборону Сталинграда»[31]
- Медаль «За победу над Германией в Великой Отечественной войне 1941—1945 гг.»[31]
- Медаль «За взятие Берлина»[31]
- Медаль «За освобождение Варшавы»[31]

## Оценки творческого наследия
Согласно оценке историка литературы Бориса Ланина, основным философским вкладом Гроссмана в советскую литературу была «реабилитация концепции свободы». Роман «Жизнь и судьба» оценивается многими как «„Война и мир“ двадцатого века», как из-за прямого влияния романа Толстого на Гроссмана, так и по своему значению. Его центральная идея в том, что проявления человечности, происходящие в тоталитарном обществе вопреки давлению такого общества, являются высшей ценностью. По словам Григория Дашевского, и эта идея, и красота построения романа приближают Гроссмана к классическим авторам античности.
«Жизнь и судьба» — многослойный, полифоничный роман, в котором на «толстовском» сюжете изложены авторские размышления о природе тоталитаризма, сходстве и различиях между сталинским СССР и гитлеровской Германией, и возможности выбора своего жизненного пути индивидом в условиях тоталитарной системы. Герои Гроссмана приходят к осознанию противоречий между своими убеждениями и советской реальностью, и этот конфликт становится трагедией для таких персонажей как бывший делегат Коминтерна Мостовский или бывший чекист Магар. За анализ свойств тоталитарного общества, во многом перекликающийся с работами современных историков и философов, историк Франсуа Фюре считал Гроссмана «одним из самых глубоких свидетелей нынешнего века».
Осенью 2011 года отдел драмы национальной радиовещательной корпорации Би-би-си создал по роману «Жизнь и судьба» (который главный редактор Радио 4 Би-би-си Марк Демейзер считал лучшим романом XX века) 13-тисерийный радиоспектакль для миллионной аудитории. Благодаря радиоспектаклю роман возглавил список бестселлеров в Великобритании.
Писатель и историк Энтони Бивор, переведший на английский язык военные дневники Гроссмана, назвал роман «Жизнь и судьба» лучшим русским романом XX века.
Константин Львов отмечает:
Что бы ни писал Василий Гроссман — масштабную эпопею, короткий рассказ или беглый очерк, — героем его сочинений неизменно был советский народ… Советский народ, в целом, готов жертвовать собой — «умереть на грязном полу грязной теплушки, сохраняя чувство своего человеческого достоинства»; но часто пасует перед всякой властью, «оставаясь самим собой»; ворчит, но примиряется с социальным неравенством: «В нашем доме холодильники, хвойные ванны и гибкие души, а кругом эти избы с клопами, бараки, холодные уборные, колодец с журавлем». Жизнь советского народа всегда на зыбкой границе между войной и миром….

## Экранизации
- В. С. Гроссман — автор текста к документальному фильму «Сталинград» (1943).
- В 1957 году роман «Степан Кольчугин» был экранизирован (режиссёр Т. Родионова).
- По рассказу «В городе Бердичеве» режиссёром А. Я. Аскольдовым в 1967 году был снят фильм «Комиссар», который был запрещён и впервые показан в 1988 году.
- В 2011—2012 годах Сергей Урсуляк снял телесериал «Жизнь и судьба» по сценарию Эдуарда Володарского (его последняя работа).
- В титрах фильма режиссёра Фёдора Бондарчука «Сталинград» (2013) указано — «А также сценарий фильма создан по мотивам глав романа Василия Гроссмана „Жизнь и судьба“».

## Семья

### Родители
Отец — Соломон Иосифович Гроссман (при рождении Гройсман, 25 апреля 1873 — 1956), согласно автобиографическим данным из архивов Бернского университета, родился в Вилково (с 1878 года Измаильского уезда Бессарабской губернии), после окончания гимназии в Килие продолжил обучение в политехническом институте в Рени (1889—1893). В 1898 году поступил на философское отделение Цюрихского университета, а в следующем году перевёлся на химическое отделение Бернского университета, которое окончил в 1901 году. В том же году в Берне его докторский тезис был опубликован отдельной монографией «Synthèse des 4-oxyflavons» (Синтез 4-оксифлавонов, издательство Buchdruckerei W. Wälchli под именем Salomon Grossmann). Его братья Арнольд (1877—?) и Владимир эмигрировали в США и жили в Нью-Джерси.
Дед — Иосиф Арон-Лейбович Гройсман, был уроженцем Килии и купцом второй гильдии.
Мать — Екатерина Савельевна Гроссман (урождённая Малка Зайвелевна Витис; 25 июня 1872 — 1941), родилась в местечке Ворошиловка Винницкого уезда в семье брацлавского купца второй гильдии (ранее тульчинского третьей гильдии купеческого сына, позднее немировского мещанина), перебравшегося в Кишинёв, когда она была ребёнком; получила образование во Франции и преподавала в Бердичеве французский язык. Три старшие сестры матери — Анна (Хана, в браке Шеренцис, 1862—1935), Мария (Марьям, в замужестве Беньяш) и Елизавета (Элишева, Лея, в замужестве Алмаз, 1867—?) — в 1884 году привлекались к дознанию по делу о кишинёвском революционном кружке; ввиду политической неблагонадёжности им была воспрещена педагогическая деятельность и поступление на высшие женские курсы. Все старшие сёстры до переезда в Кишинёв учились в немировской прогимназии.
Дед и бабушка со стороны матери — купец второй гильдии Зайвель Маньевич Витис (1842, Тульчин —?) и Бася Меер-Дувидовна Цисарская (1844, Ильинцы —?), из купеческой третьей гильдии семьи, после женитьбы жили в Немирове, потом в Кишинёве; почти все дети в их семье родились в Ильинцах.
Двоюродная сестра — Раиса Моисеевна Беньяш, театровед.

### Семейная жизнь
Первая жена (1928—1933) — Анна (в быту Галина) Петровна Мацук. Дочь — переводчица английской прозы Екатерина Короткова-Гроссман (1930—2020).
Вторая жена (1935—1955, 1958—1964) — Ольга Михайловна Губер (урождённая Сочевец, 1906—1988), первым браком была замужем за писателем Борисом Губером.
Третья жена (1955—1958, гражданский брак) — Екатерина Васильевна Заболоцкая (урождённая Клыкова, 1906—1997), первым браком была замужем за поэтом Николаем Заболоцким.